# Paul Smart (coureur)

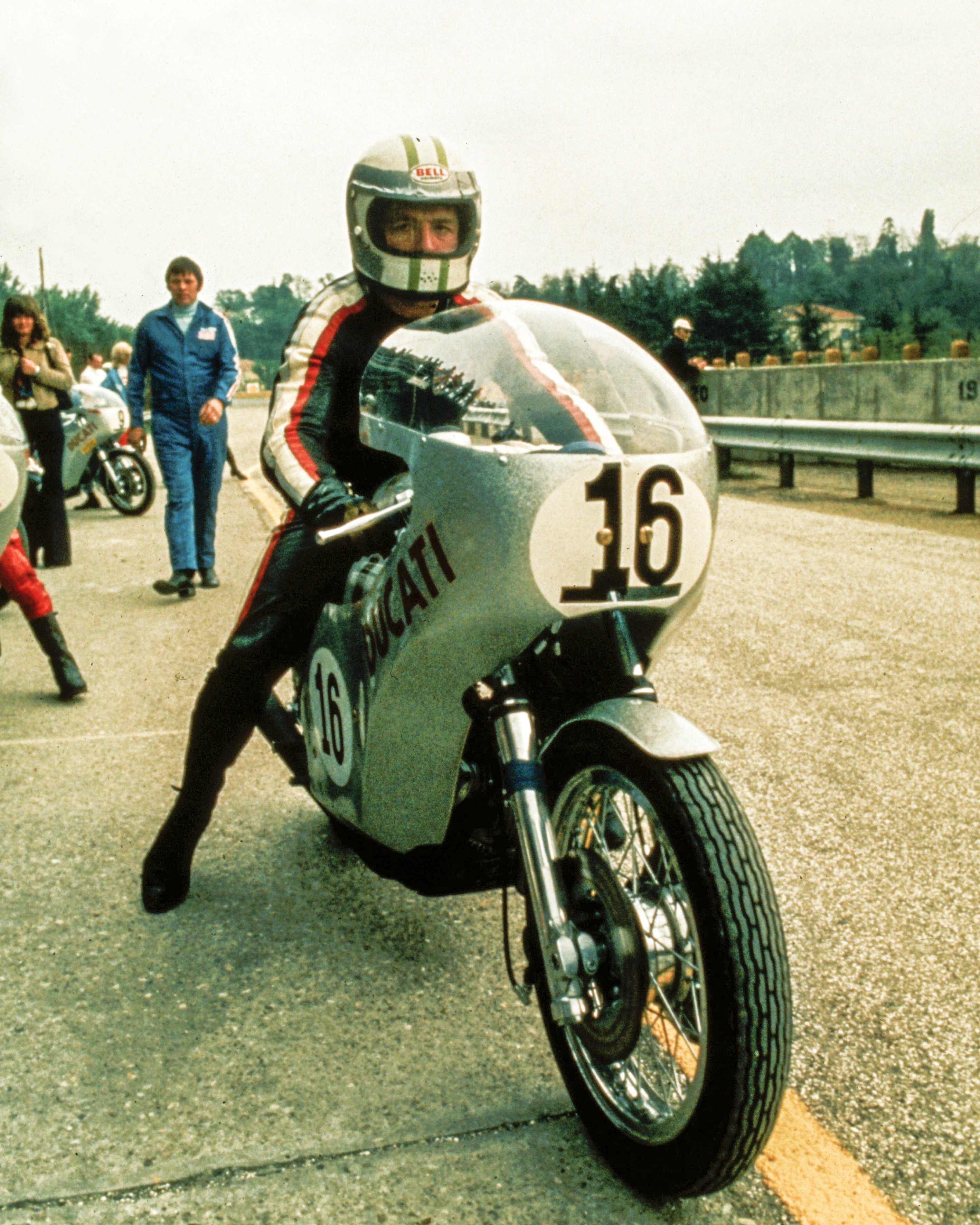
Paul Smart won de eerste 200 Mijl van Imola met een Ducati 750 in 1972

Paul Smart (Eynsford, 23 april 1943 – Flimwell, 27 oktober 2021) was een Brits motorcoureur.
Hij reed voornamelijk als privérijder en nam daarom ook niet altijd deel aan races om het wereldkampioenschap wegrace. Privérijders konden in het algemeen meer start- en prijzengelden verdienen in internationale races waar de fabrieksrijders met hun superieure machines niet aan de start kwamen. Bovendien was hij vooral geïnteresseerd in 750cc-races, die in het wereldkampioenschap geen klasse hadden.
Smart ging aanvankelijk varen, maar volgde later een opleiding tot scheepsbouwer. Zijn grootste hobby was zeilen. In 1971 trouwde hij met Maggie Sheene, de zuster van coureur Barry Sheene. Hun zoon Scott werd ook motorcoureur. Hij reed in 2011 en 2012 in het British Superbike Championship.
Smart overleed op 78-jarige leeftijd bij een verkeersongeval.

## Carrière

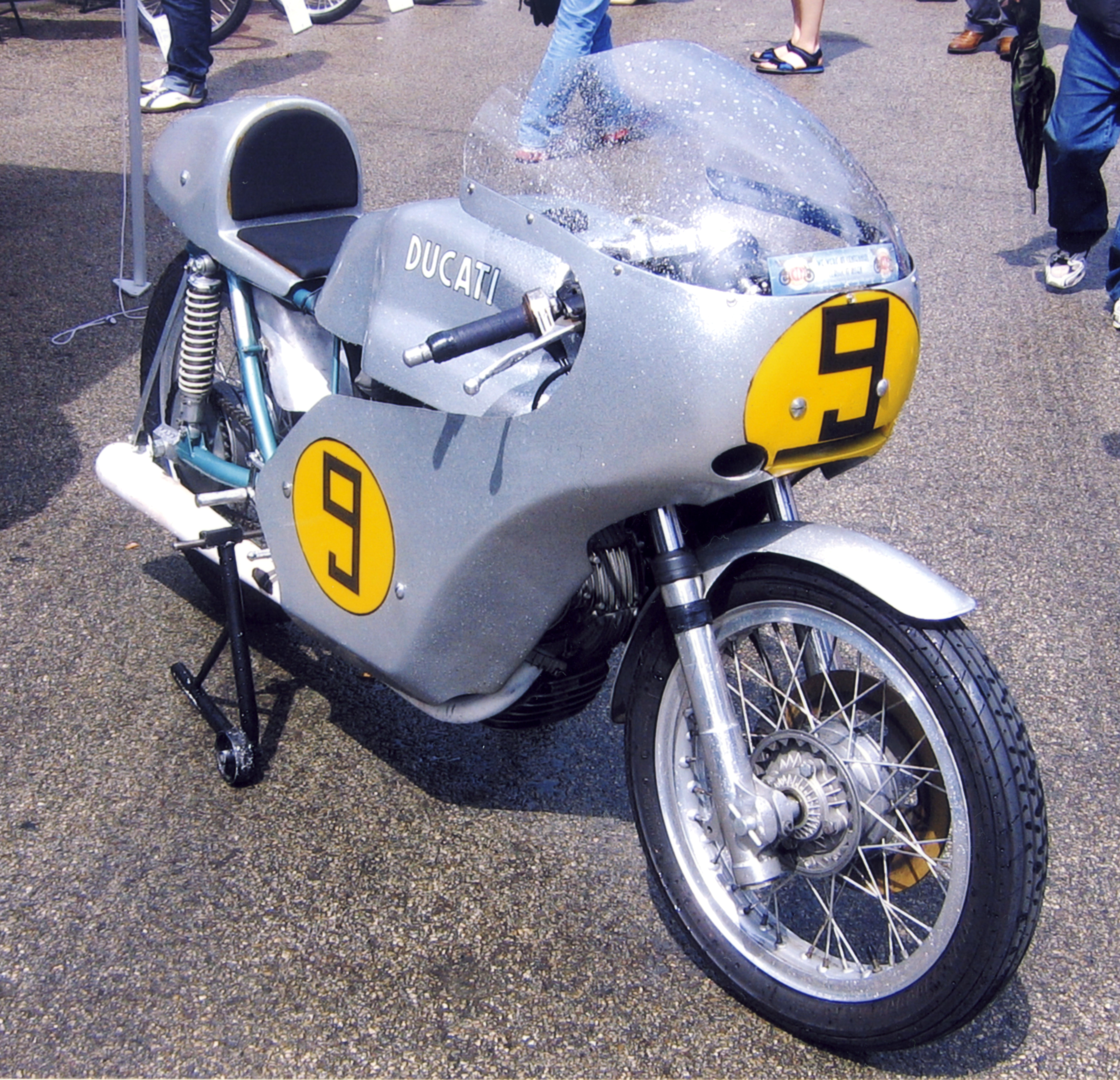
Ducati 500 GP prototype

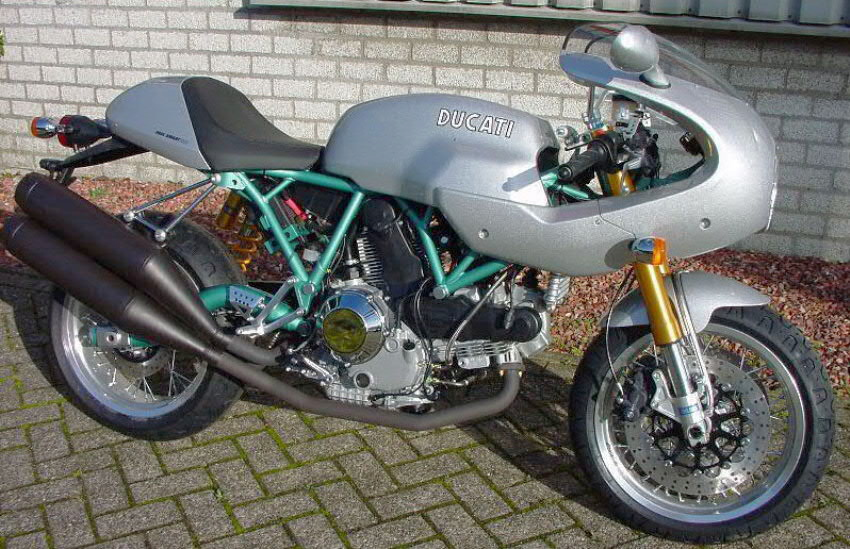
Paul Smart 1000 Limited Edition Sportclassic uit 2004

Smart begon halverwege de jaren zestig met wegraces nadat in 1965 hij de Charles Mortimer Race School op Brands Hatch had bezocht. Hij kocht een Bultaco, maar die bleek duur en onbetrouwbaar te zijn. In 1966 deelde hij een 125cc-Honda CR 93 met John Button terwijl hij spaarde voor een 250cc-Cotton.
Daarmee ging hij Clubraces rijden en uiteindelijk werd hij kampioen in de 250cc-klasse. Nadat de Cotton het begaf kreeg hij van Chas Mortimer een Greeves. In september 1966 won hij daarmee de "Stars of Tomorrow" race op Silverstone. In die maand nam hij ook voor het eerst deel aan de Manx Grand Prix met een Greeves Silverstone zoals die ook op de raceschool van Mortimer werd gebruikt, maar hij viel uit.
Charles Mortimer senior, de eigenaar van de raceschool, ging in 1967 als sponsor van Smart optreden. Samen men Charles's zoon Chas kon hij nu beschikken over een Greeves 250, een Bultaco TSS 125 en een Aermacchi Ala d'Oro 350. Bovendien werden Smart en Chas Mortimer ingezet als instructeur op de raceschool.
In 1967 werd Smart met een Dunstall-Norton Commando tweede in de Production 750 TT. In 1968 startte hij met een BSA A75 Rocket 3 in de Production 750 TT en met een Yamaha TD 1 C in de Lightweight 250 cc TT, maar in beide races viel hij uit.
In het 1969 werd Smart gesponsord door de Londense AMC-dealer Joe Francis. Francis voorzag hem van een 750cc-Norton, een Seeley en een 250cc-Yamaha. Bovendien had hij de beschikking over een Triumph T150 Trident, waarmee hij de Hutchinson 100 won. Met de Norton werd hij tweede in de Production 750 TT. In de Senior TT kreeg hij een Highley-Norton Manx, maar daarmee viel hij uit.
In 1970 kreeg hij van de Triumph een fabrieks-Trident en hij reed op privébasis met een 350cc-Yamaha TR 2. In de Mallory Park Race of the Year werd hij met de Triumph derde. Samen met Tom Dickie won hij de Bol d'Or op de Triumph Trident. Hij scoorde voor het eerst punten in het wereldkampioenschap wegrace en zelfs podiumplaatsen: In de 250cc-klasse derde in de Grand Prix van Finland en de Ulster Grand Prix en in de 350cc-klasse derde in de Junior TT. In de 500 cc TT van Assen werd hij vijfde met dank aan Rob Bron. Die was zo blij met zijn vijfde plaats dat hij vlak voor de finish zijn armen in de lucht stak, waardoor Paul Smart hem nog net kon passeren.
Begin 1971 stuurde de BSA-groep een flink team naar de Daytona 200. Die had sinds 1970 een "eerlijk" reglement. Tot dat moment waren kopklepmotoren beperkt tot 500 cc, terwijl zijklepmotoren (lees: Harley-Davidsons) 750 cc mochten meten. Dat was al niet genoeg om de Harley's te laten winnen, want in 1966 en 1967 had Buddy Elmore en Gary Nixon de race al gewonnen met een 500cc-BSA Gold Star. De American Motorcyclist Association zocht echter aansluiting bij de Fédération Internationale de Motocyclisme en die accepteerde de bevoordeling van de Amerikanen niet. De BSA A75 Rocket 3/Triumph T150 Trident driecilinders waren inderdaad veel te sterk voor de Harley's en Paul Smart kwalificeerde zich met de Triumph T150 Trident als snelste. Hij viel echter uit terwijl hij aan de leiding van de race lag. In het wereldkampioenschap trad hij aan in de 250- en de 350cc-klasse, waar hij steeds punten scoorde als hij de finish haalde. Hij richtte zich echter steeds meer op de 750cc-races. Hij won een Formule 750 race in Silverstone met Triumph.
In 1972 racete Smart in de Verenigde Staten voor het Hansen-Kawasaki-team met een 750cc-Kawasaki H 2 R. In Europa nam de interesse voor 750cc-races echter ook toe. Met steun van Shell wist men in Imola ruim 200.000 gulden aan prijzengeld klaar te leggen en Ducati prepareerde zes 750cc-machines. Ducati wilde Smart als coureur, naast o.a. Bruno Spaggiari, maar men moest Smart bereiken via zijn echtgenote Maggie, de zuster van Barry Sheene. Dit tot teleurstelling van Sheene, die ook wel graag had deelgenomen. Spaggiari en Smart maakten er een spannende race van, tot de motor van Spaggiari vlak voor de streep stilviel door brandstofgebrek. Ook de motor van Smart viel stil, maar dat gebeurde vlak ná de finish. Ducati bouwde vervolgens een prototype voor de 500cc-klasse, de Ducati 500 GP, waarmee Smart alleen in de GP des Nations in Monza startte en vierde werd achter Spaggiari. In de Mallory Park Race of the Year werd hij met de Kawasaki tweede, en aan het einde van het seizoen won hij met de Kawasaki de "Big Ontario" 200 mijlsrace. Die overwinning leverde hem 100.000 gulden op. Smart was ontevreden over het stuur- en remgedrag van de Kawasaki en monteerde een Seeley-frame. Dat was niet alleen geen succes, het werd hem ook niet in dank afgenomen en hij werd ontslagen.
In 1973 kwam Smart onder contract bij het Amerikaanse Suzuki-team, maar alleen voor de 750cc-klasse. Hij kwam uit in de nieuwe 750 cc Prijs van de FIM en won beide manches van de race in Silverstone.
In 1974 bleef hij bij Suzuki, maar nu met een rechtstreeks fabriekscontract. Hij werd de teamgenoot van Barry Sheene en Jack Findlay en moest zich op de races in de Verenigde Staten concentreren maar omdat de Grands Prix niet samenvielen met Amerikaanse races kon hij ook bijna overal (niet in de Grand Prix van Finland) met de Suzuki RG 500 rijden. In de 500cc-klasse haalde hij echter geen enkele keer de finish. Hij won de Formule 750 race in Silverstone opnieuw.
In de jaren daarna werd het tamelijk stil rond Smart, die in 1977 wel nog deel uitmaakte van het Britse team voor de Anglo-American Match Races. In 1978 beëindigde hij zijn carrière en begon een motorzaak in Maidstone. Later verkocht hij die zaak weer en ging zich bezighouden met zijn grootste hobby, offshore zeilen.

## Wereldkampioenschap wegrace resultaten
(Races in vet zijn pole-positions; races in cursief geven de snelste ronde aan)
| Jaar | Klasse | Team   | Motorfiets              | 1     | 2     | 3       | 4       | 5       | 6     | 7       | 8     | 9       | 10      | 11    | 12      | 13    | Punten | Plaats | Overwinningen |
| ---- | ------ | ------ | ----------------------- | ----- | ----- | ------- | ------- | ------- | ----- | ------- | ----- | ------- | ------- | ----- | ------- | ----- | ------ | ------ | ------------- |
| 1968 | 250 cc | Privé  | Yamaha TD 1 C           | DUI - | SPA - | IOM DNF | NED -   | BEL -   | DDR - | TSJ -   | FIN - | ULS -   | NAT -   |       |         |       | 0      | -      | 0             |
| 1969 | 500 cc | Privé  | Highley-Norton M30 Manx |       |       |         | IOM DNF |         |       |         |       |         |         |       |         |       | 0      | -      | 0             |
| 1969 | 500 cc | Privé  | Seeley G50              | SPA - | DUI - | FRA -   |         | NED DNF | BEL - | DDR -   | TSJ - | FIN DNF | ULS -   | NAT - | ADR -   |       | 0      | -      | 0             |
| 1970 | 250 cc | Privé  | Yamaha TD 2             | DUI - | FRA - | ADR -   | IOM DNF | NED -   | BEL - | DDR -   | TSJ - | FIN 3   | ULS 3   | NAT - | SPA -   |       | 20     | 13e    | 0             |
| 1970 | 350 cc | Privé  | Yamaha TR 2             | DUI - |       | ADR -   | IOM 3   | NED -   |       | DDR -   | TSJ - | FIN -   | ULS -   | NAT - | SPA -   |       | 10     | 17e    | 0             |
| 1970 | 500 cc | Privé  | Seeley G50              | DUI - | FRA - | ADR -   | IOM DNF | NED 5   | BEL - | DDR -   |       | FIN DNF | ULS DNF | NAT - | SPA -   |       | 6      | 28e    | 0             |
| 1971 | 250 cc | Privé  | Yamaha TD 2 B           | OOS - | DUI - | IOM -   | NED -   | BEL 4   | DDR - | TSJ -   | ZWE 2 | FIN -   | ULS -   | NAT - | SPA -   |       | 20     | 11e    | 0             |
| 1971 | 350 cc | Privé  | Yamaha TR 2 B           | OOS - | DUI 3 | IOM -   | NED DNF |         | DDR 2 | TSJ DNF | ZWE 2 | FIN -   | ULS -   | NAT - | SPA DNF |       | 34     | 5e     | 0             |
| 1972 | 500 cc | Ducati | 500 GP                  | DUI - | FRA - | OOS -   | NAT 4   | IOM -   | JOE - | NED -   | BEL - | DDR -   | TSJ -   | ZWE - | FIN -   | SPA - | 8      | 22e    | 0             |

## Trivia
In 2004 bracht Ducati de Ducati SportClassic-serie uit. Die bestond uit de Ducati GT 1000 SportClassic, de Ducati Sport 1000 SportClassic en een model ter ere van Paul Smart, de Ducati Paul Smart 1000 Limited Edition Sportclassic, die leek op de Ducati 750cc-racer waarmee Paul de 200 Mijl van Imola gewonnen had.